# Francisco Beltrão
Francisco Beltrão est une municipalité brésilienne située dans le sud-ouest de l'État du Paraná. Selon les estimations de l'IBGE en juillet 2014, la population est de 85 486 habitants, c'est la plus grande municipalité de la Mésorégion du sud-ouest du Parana.